# Rafle du 20 août 1941
 (novembre 2023).
Motif : Plusieurs sources sont devenues inaccessibles en erreur 404.
La rafle du 20 août 1941,,,, concerne 4 232 Juifs (uniquement des hommes) arrêtés ce jour-là dans le 11e arrondissement de Paris. Le camp de Drancy ouvre ses portes,,,.

## La Rafle
Du 20 au 24 août 1941, une grande rafle a lieu à Paris,. Cette rafle est d'abord menée, le 20 août, dans le 11e arrondissement. À l'issue de cette première journée, où l'objectif fixé par Theodor Dannecker était l'arrestation de 5 700 Juifs, 3 000 personnes seulement purent être internés. Dannecker fit alors savoir qu'ils en fallait 1 000 de plus. La rafle fut ainsi étendue, le 21 août, aux 10e, 18e, 19e et 20e arrondissements. Le 22, s'ajoutent les 3e, 4e et 12e arrondissements et le 23, les 1er, 5e, 6e, 9e, 13e, et 17e. Elle continue le 24 août. Lors de cette rafle, la police française collaborant avec la Feldgendarmerie allemande, n'arrêta que des Juifs — hommes exclusivement — français et étrangers de 18 à 50 ans . Au total, 4 232 personnes (sur les 5 784 personnes que prévoyaient les listes) furent arrêtées et emprisonnées à Drancy, dans la Cité de la Muette devenue camp d'internement de Juifs. Elle fut ultérieurement identifiée sous le nom de « camp de Drancy ».

## Drancy
La Cité de la Muette était un ensemble de logements sociaux construits au début des années trente, mais qui furent ensuite réaffectés pour le casernement des militaires et officiers de la légion de gendarmerie de la région militaire de Paris, mais l'hiver précédent la déclaration de guerre, à la suite de l'éclatement des canalisations de chauffage central, les locaux étaient devenues inhabitables. Pendant la drôle de guerre, cette caserne de Drancy fut utilisé comme camp d'internement de communistes. Les Allemands utilisèrent ensuite ces bâtiments comme camps de passage de prisonniers de guerre. Le 20 août 1941, l'ensemble des prisonniers avait été transféré dans des stalags ou des oflags en Allemagne et le site était disponible pour devenir un judenlager, camp de concentration pour Juifs, aux portes de Paris.
Le 25 août 1941 les 4230 Juifs arrêtés le 20 août et les jours suivants furent donc parqués dans ce camp. Les conditions de vie devinrent vite insupportables. Deux mois après l'ouverture du camp de Drancy, par suite de malnutrition, un grand nombre de cas d’œdème et de cachexie avaient été signalés si bien que Dannecker dut consentir à libérer les 800 prisonniers les plus atteints et à autoriser les détenus à recevoir des colis.